# Tuzsér
Tuzsér är en ort i Ungern.   Den ligger i provinsen Szabolcs-Szatmár-Bereg, i den nordöstra delen av landet, 250 km öster om huvudstaden Budapest. Tuzsér ligger 101 meter över havet och antalet invånare är 3 332.
Terrängen runt Tuzsér är mycket platt. Runt Tuzsér är det ganska tätbefolkat, med 108 invånare per kvadratkilometer. Närmaste större samhälle är Kisvárda, 14,4 km söder om Tuzsér. Omgivningarna runt Tuzsér är en mosaik av jordbruksmark och naturlig växtlighet.